# Bieriozowyj (obwód rostowski)
Bieriozowyj (ros. Берёзовый) – chutor w Rosji, w obwodzie rostowskim, w rejonie kamieńskim. W 2021 liczył 506 mieszkańców.